# 흑권 (1973년 영화)
《흑권》(跆拳震九州, When Taekwondo Strikes)은 홍콩에서 제작된 황풍 감독의 1973년 액션, 전쟁, 드라마 영화이다. 이준구 등이 주연으로 출연하였고 신상옥 등이 제작에 참여하였다.

## 출연

### 주연
- 이준구
- 모영
- 황가달

### 조연
- 김기주
- 홍금보
- 전월생
- 장숙평
- 카자마 켄지
- 임정영
- 안드레 모간
- 당위성
- 황인식
- 원표

## 기타
- 제작부장: 강원준
- 제작담당: 신명길
- 조명: 마용천
- 음향: 유창국
- 음향: 심재훈
- 미술: 김효균